# Karolinerplattan

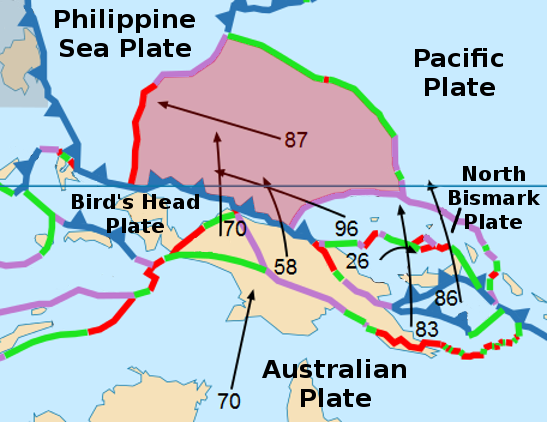
Karolinerplattan skuggad i rött. Karaktären på dess södra/sydvästra gräns är inte helt avgjord.

Karolinerplattan, är en mindre litosfärplatta med oceanisk jordskorpa norr om Nya Guinea och söder om ögruppen Karolinerna.
Plattan verkar ha en motursrotation, då dess gräns mot Filippinska plattan i väster uppvisar spridning i söder och konvergens, hopstötande, i norr.
Vid gränsen mot Stillahavsplattan i norr/nordost förekommer endast små rörelser och Karolinerplattans område har därför tidigare setts som en del av Stillahavsplattan.
Gränsområdet i söder mot Australiska plattan, eller Indoaustraliska kontinentalplattan, är komplext med mellanliggande mikroplattor och bitvis skiftande teorier om dess karaktär. Gränsen i sydväst mot Bird's Head- och Woodlarkplattan ligger vid Nya Guinea-graven, där Karolinerplattan möjligen skjuter ner söderut i en subduktionszon. Det är dock inte helt avgjort, då en del studier har antytt att det inte alls sker någon sådan subduktion, eller att det bara är i den östra delen som detta sker. Plattan har i sydost en konvergerande gräns mot Norra Bismarcksplattan.